# Мейпл-Блафф (Вісконсин)
Мейпл-Блафф (англ. Maple Bluff) — селище (англ. village) в США, в окрузі Дейн штату Вісконсин. Населення — 1368 осіб (2020).

## Географія
Мейпл-Блафф розташований за координатами 43°7′3″ пн. ш. 89°22′16″ зх. д. / 43.11750° пн. ш. 89.37111° зх. д. (43.117416, -89.371058).  За даними Бюро перепису населення США в 2010 році селище мало площу 1,79 км², з яких 1,78 км² — суходіл та 0,00 км² — водойми.

## Демографія
Згідно з переписом 2010 року, у селищі мешкало 1313 осіб у 547 домогосподарствах у складі 401 родини. Густота населення становила 735 осіб/км².  Було 592 помешкання (332/км²).
Расовий склад населення:
| - 95,9 % — білих - 1,1 % — чорних або афроамериканців - 0,8 % — азіатів - 0,3 % — корінних американців |

До двох чи більше рас належало 1,4 %. Частка іспаномовних становила 1,4 % від усіх жителів.
За віковим діапазоном населення розподілялося таким чином: 22,3 % — особи молодші 18 років, 61,3 % — особи у віці 18—64 років, 16,4 % — особи у віці 65 років та старші. Медіана віку мешканця становила 48,0 року. На 100 осіб жіночої статі у селищі припадало 97,4 чоловіків;  на 100 жінок у віці від 18 років та старших — 99,2 чоловіків також старших 18 років.
Середній дохід на одне домашнє господарство  становив 260 407 доларів США (медіана — 130 577), а середній дохід на одну сім'ю — 295 563 долари (медіана — 172 188). Медіана доходів становила 110 625 доларів для чоловіків та 73 125 доларів для жінок. За межею бідності перебувало 1,4 % осіб, у тому числі 0,0 % дітей у віці до 18 років та 1,7 % осіб у віці 65 років та старших.
Цивільне працевлаштоване населення становило 708 осіб. Основні галузі зайнятості: освіта, охорона здоров'я та соціальна допомога — 28,4 %, науковці, спеціалісти, менеджери — 17,4 %, фінанси, страхування та нерухомість — 12,1 %, роздрібна торгівля — 7,6 %.